# Carles Chamarro
Carles Chamarro   (Barcelona, 12 d'agost de 1968) és un actor català conegut sobretot pel seu paper de Julián Palacios en la versió espanyola de Camera Café.

## Biografia
Nascut a Barcelona, va estudiar art a l'escola "Eina i mim i pantomima" a l'"Institut del Teatre" de la capital. Va debutar com a actor en el teatre, i en nombrosos espots de televisió. Després de participar en la cloenda dels Jocs Olímpics de Barcelona amb el Tricicle coneix Comediants amb els quals col·labora durant més de 7 anys. El 1996 funda el col·lectiu cinematogràfic ALPACINE realitzant més de 10 curtmetratges de ficció. El 1999 funda la seva pròpia companyia d'humor de l'absurd amb l'actor Toni González: FEEING Flop. A la televisió ha treballat en (Siete vidas, Porca misèria) i cinema (Vivancos III) com a actor secundari, i en programes de televisió com "Dissabte" de TVE participant en esquetxos d'humor durant el poc temps que va durar aquest espai.
També va destacar la seva aparició interpretant a un treballador d'una agència de viatges, " Jacobo Torres", per uns anuncis de l'Agència Viajes Iberia, convertint-se en la imatge de la campanya publicitària.
L'any 2006 va debutar en televisió com a actor amb un paper principal en Camera Café des dels seus inicis, on interpreta " Julián Palacios", el responsable de compres i també un sindicalista corrupte, que té un rol important en la sèrie. El seu paper l'ha compaginat amb l'aparició al teatre com a actor principal en obres com " Mandíbula Afilada" entre d'altres.
L'any 2009, va participar en el programa de Cuatro, Saturday Night Live, en un sketch anomenat "Els lligons", parodiant el programa americà del "Saturday Night Live" protagonitzat per Jim Carrey. En 2009 interpreta "Julian" en "Fibrilando", com Camera Café però en aquest cas transcorre en un hospital.
En 2010 va interpretar l'obra de teatre  Ser o no ser.
Des del 2012 interpreta a "Fran" a "Senyores Què ...". Aquest mateix any participa amb diversos personatges en l'especial de Cap d'Any de La 1, Hotel 13 estrelles, 12 raïms.
El 2013 va col·laborar a la sèrie Psicodriving.

## Filmografia

### Cinema
- Susanna (1996)
- Un caso para dos (1997)
- Dolça meva (2001)
- Mi casa es tu casa (2002)
- Vivancos III (Si gusta haremos las dos primeras) (2002)
- Por estar contigo (2003,curtmetratge)
- El prado de las estrellas (2007)
- Enemigos (2009,curtmetratge)
- En fuera de juego (2011)
- El Secreto del Corazón (2014)

### Televisió
- II premios Max de las artes escénicas (1999)
- Policías, en el corazón de la calle (2000)
- 7 vidas (2004)
- De moda (2005)
- Porca misèria (2005)
- El sábado (2005)
- Camera café (2005-2009)
- Psiquiatres, psicòlegs i altres malalts (2009)
- Fibrilando (2009)
- Pelotas (2010)
- ¿Quieres algo más? (2011)
- Palomitas (2011)
- Plaza de España (2011)
- Stamos okupa2 (2012)
- Hotel 13 estrellas 12 uvas (2012)
- Señoras que... (2012-2013)
- Con el culo al aire (2013)
- Esposados (2013)
- Psicodriving (2013)
- Gym Tony (2014)
- Algo que celebrar (2015)